# High Adventure Role Playing
High Adventure Role Playing (HARP) è un gioco di ruolo pubblicato dalla Iron Crown Enterprises a partire dal 2003. In Italia  è stato tradotto e pubblicato dalla Red Glove nel 2007.
Il gioco è stato premiato col secondo posto nella classifica Best non-d20 Game alla Gen Con nell'edizione dell'anno 2004.

## Sistema di gioco
Il sistema di gioco di HARP è figlio del più celebre Rolemaster sempre prodotto dalla Iron Crown Enterprises. A differenza di questo gioco però, HARP vuole essere un gioco introduttivo per neofiti del genere, semplificando molte meccaniche e rese più scorrevoli, ma non per questo meno personalizzabili.
Sono minori il numero di abilità e quasi spariti i riferimenti a tabelle, e il sistema magico cambia notevolmente da un sistema a liste a un sistema a incantesimi scalabili.
Viene mantenuta l'idea di Professione di Rolemaster, che permette ai vari giocatori di personalizzare il proprio personaggio come meglio credono, inserendo nelle loro abilità anche quelle proprie di altre Professioni (ad esempio un guerriero potrà lanciare incantesimi, ma imparare a farlo per lui sarà più difficile rispetto a un mago).
Si mantiene anche l'idea del critico, comunque molto ridimensionata come importanza.
Per giocare è comunque necessario un unico manuale, gli altri sono supplementi di contorno che approfondiscono le regole o aggiungono Professioni.

## La versione Sci-Fi e l'edizione Manga
Per HARP è stata fornita dalla Iron Crown Enterprises una versione Science Fiction, vista la grande duttilità delle regole a disposizione. Questa versione, attualmente composta da un unico manuale, sviluppa per adesso alcune professioni, razze, talenti e arti psioniche.
Un'ulteriore versione del manuale base fantasy è stata tradotta in giapponese e pubblicata con immagini completamente manga-style.

## Manuali
L'edizione americana consiste in 8 manuali (anche se non tutti contenenti regole) e un manuale di ambientazione qua di seguito elencati:
- HARP: High Adventure Role Playing (manuale contenente tutte le regole base)
- HARP: Martial Law (approfondimento sulle regole di combattimento)
- College of Magic (nuove professioni usufruitrici e magie)
- Monsters: a field guide (nuovi mostri)
- HARP: the Codex (nuove professioni usufruitrici e magie)
- Loot: a field guide (in merito a tesori e dungeon)
- HARPer's Bazaar Annual (raccolta di approfondimenti sulle regole, correzioni e nuove professioni)
- HARP: Character Book (personaggi pre-generati di primo livello)
- Cyradon (ambientazione)

Inoltre l'edizione possiede anche notevoli supplementi in formato pdf direttamente scaricabili dal sito (gratis e/o a pagamento). 
Tra i più importanti, oltre agli stessi manuali, citiamo:
- HARPer's: Bazaar (regole aggiuntive e correzioni, periodico)
- HARP: Hack & Slash (sistema alternativo per combattimenti veloci)
- HARP: Battelmaster (regole per l'uso di mappe esagonali e avventure pronte)

È presente una versione lite di HARP gratuita scaricabile dal sito della Iron Crown Enterprises per provare le regole e le meccaniche.
L'edizione italiana invece ha attualmente del alcuni manuali:
- HARP: High Adventure Role Playing (manuale contenente tutte le regole base - Red Glove 2007)
- Cyradon (ambientazione - Red Glove 2009)
- Monsters: A Field Guide (bestiario - Red Glove 2009)

Anche per l'edizione italiana è stata fornita una versione lite del manuale base scaricabile dal sito di Red Glove.